# Verwaltungsgemeinschaft Rennsteig (Schmalkalden-Meiningen)
In der Verwaltungsgemeinschaft Rennsteig im thüringischen Landkreis Schmalkalden-Meiningen waren bis zum 31. Januar 2006 die Stadt Brotterode und die Gemeinde Kleinschmalkalden zur Erledigung ihrer Verwaltungsgeschäfte zusammengeschlossen. Sitz der Verwaltungsgemeinschaft war Brotterode.
Per Gesetz vom 27. Januar 2006 wurde die am 19. Mai 1994 gegründete Verwaltungsgemeinschaft aufgelöst.